# Bulgarische Fußballmeisterschaft 1929
Die Bulgarische Fußballmeisterschaft 1929 war die fünfte Spielzeit der höchsten bulgarischen Fußballspielklasse. Zehn Mannschaften ermittelten den Meister im Pokalmodus.

## Teilnehmer
| - Botew Plowdiw - Lewski Burgas - Lewski Plewen - Lewski Sofia - Maria Luisa Lom | - Rakowski Russe - Schipenski Sokol Warna - Khan Omurtag Schumen - Trajana Stara Sagora - Tschardafon Gabrowo |

## 1. Runde
Ein Freilos erhielten: Lewski Sofia und Botew Plowdiw
|                        | Ergebnis |                      |
| ---------------------- | -------- | -------------------- |
| Schipenski Sokol Warna | 5:0      | Khan Omurtag Schumen |
| Rakowski Russe         | 3:2      | Tschardafon Gabrowo  |
| Lewski Plewen          | 2:0      | Maria Luisa Lom      |
| Lewski Burgas          | 3:1      | Trajana Stara Sagora |

## Viertelfinale
|                        | Ergebnis |                |
| ---------------------- | -------- | -------------- |
| Schipenski Sokol Warna | 2:0      | Rakowski Russe |
| Lewski Sofia           | 2:0      | Lewski Plewen  |
| Botew Plowdiw          | 3:1      | Lewski Burgas  |

## Halbfinale
Ein Freilos erhielt: Lewski Sofia
|               | Ergebnis |                        |
| ------------- | -------- | ---------------------- |
| Botew Plowdiw | 3:1      | Schipenski Sokol Warna |

## Finale
| Datum      |              | Ergebnis |               |
| ---------- | ------------ | -------- | ------------- |
| 03.10.1929 | Lewski Sofia | 0:1      | Botew Plowdiw |